# Cypella mandonii
Cypella mandonii är en irisväxtart som beskrevs av Henry Hurd Rusby. Cypella mandonii ingår i släktet Cypella, och familjen irisväxter.
Artens utbredningsområde är Bolivia. Inga underarter finns listade i Catalogue of Life.